# کریستیان‌ساند
کریستیان‌ساند شهری واقع در کشور نروژ است.
کریستیان‌ساند مرکز شهرستان وست آدر است و «پایتخت جنوب نروژ» نامیده می‌شود.
این شهر ازنظر جمعیت با ۷۷٫۸۴۰ نفر (اول ژانویهٔ ۲۰۰۷) پنجمین شهر بزرگ نروژ است و از سمت غرب به شهرهای سگنه و سونگدالن، از شمال به وننسلا و بیرکنس و از شرق به لیلله‌ساند محدود می‌شود.
کریستیانساند یک شهر توریستی و دارای یکی از خوش آب و هوا ترین شهرهای نروژ به حساب می آید.

## نگارخانه

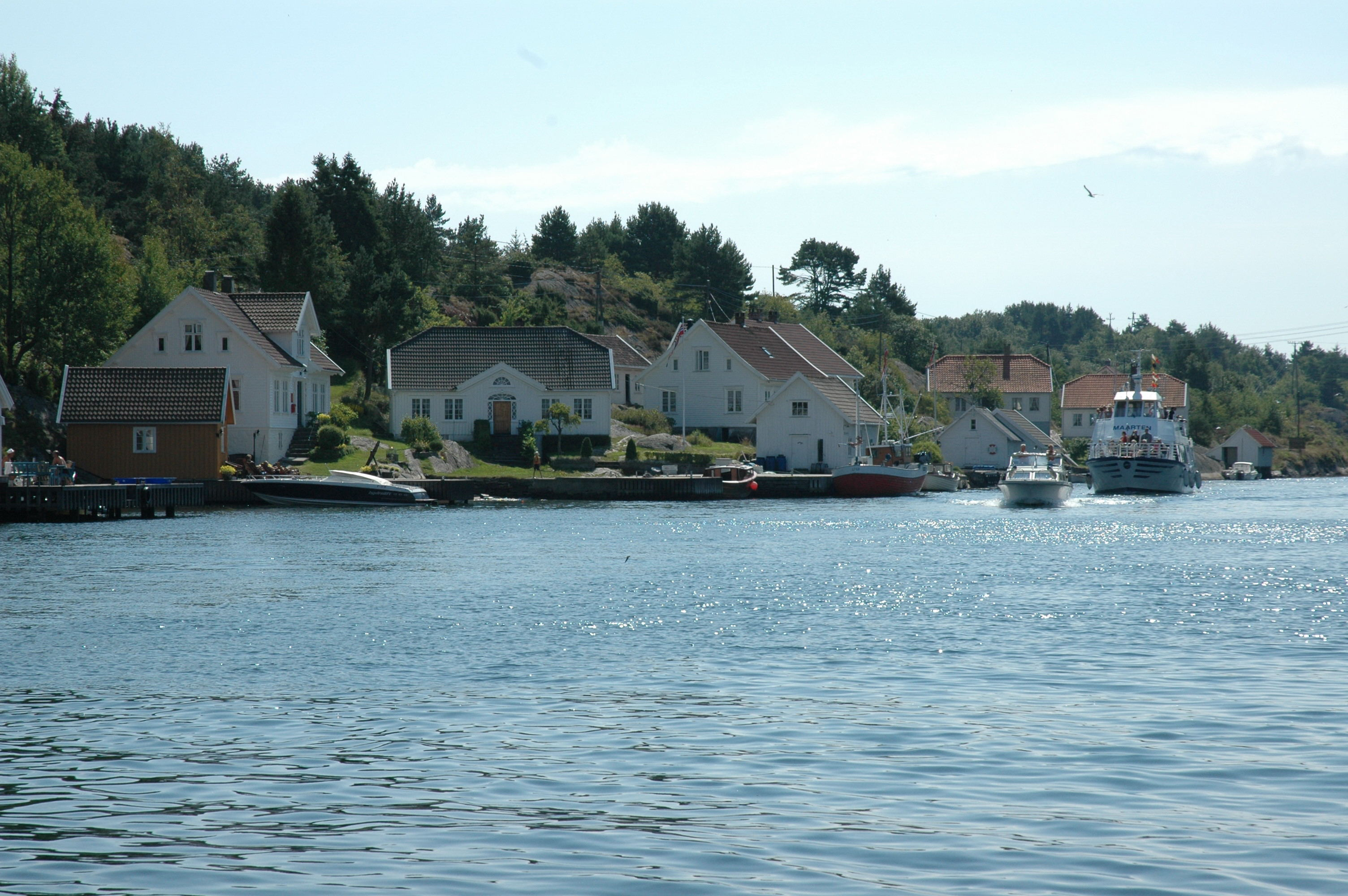
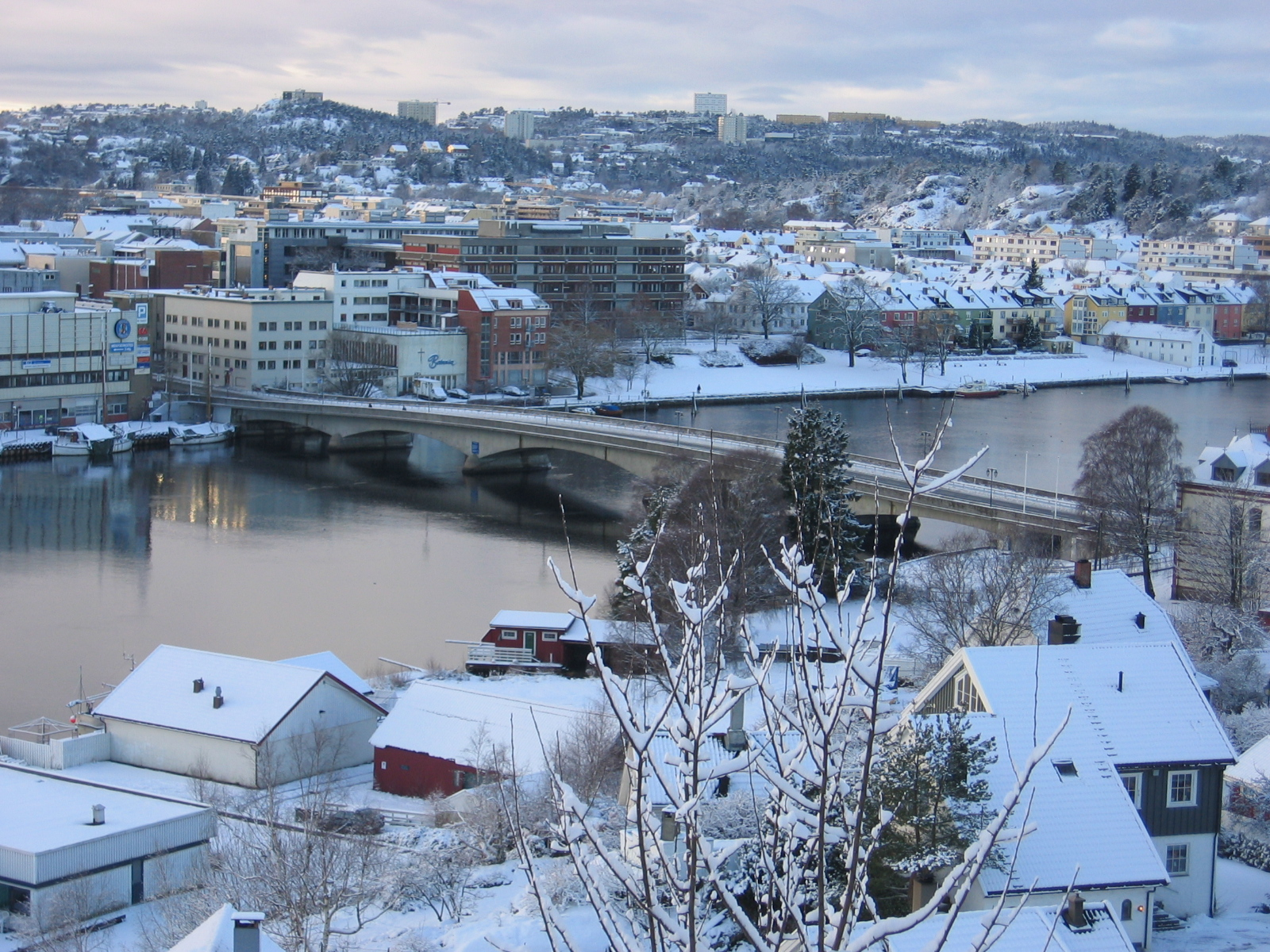
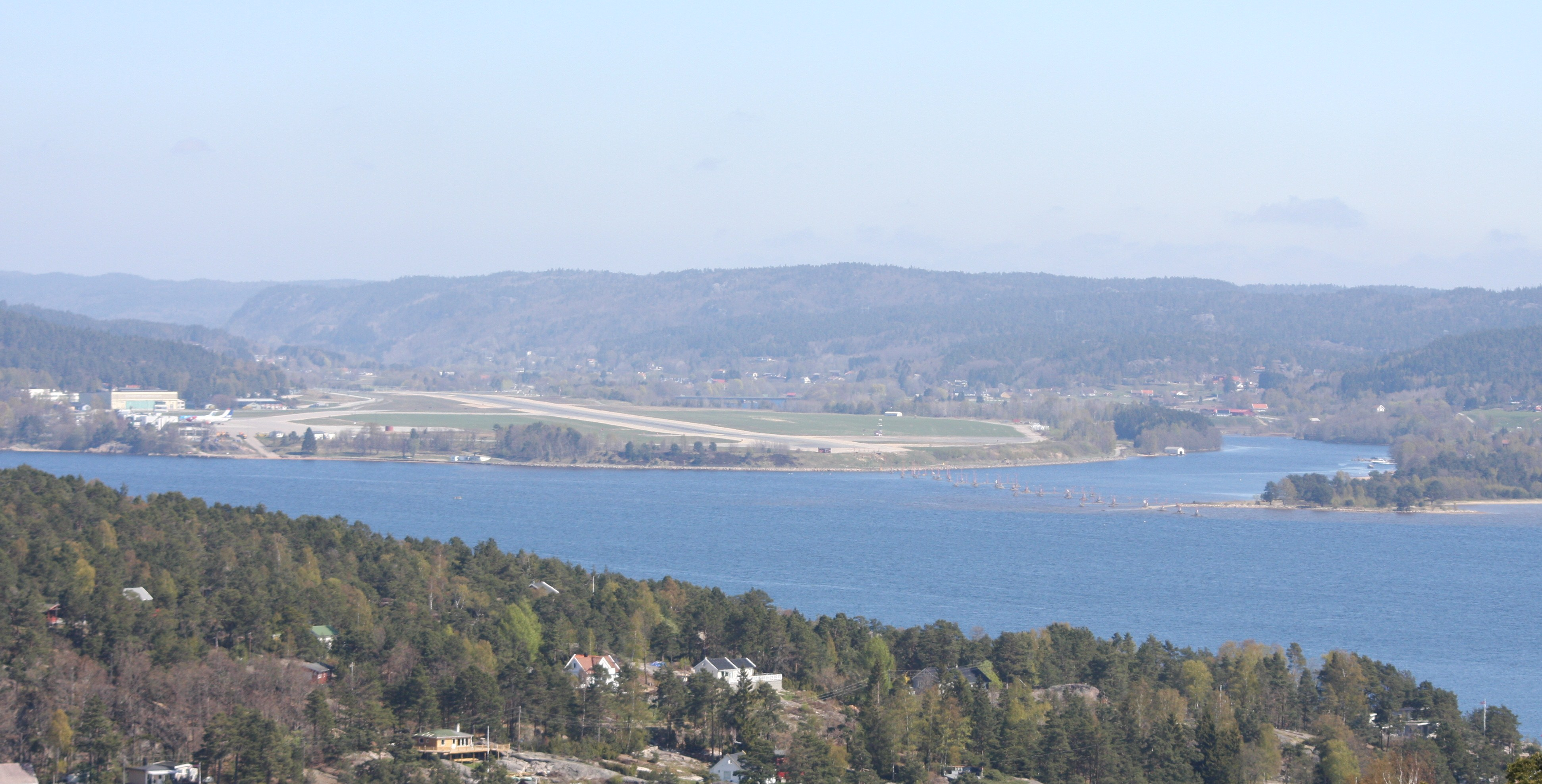

کریستیان ساند شهری در شهرستان وست آگدر است که همزمان مرکز اداری این شهرستان نیز محسوب می‌شود. کریستیان ساند پنجمین شهرستان کشور نروژ است که جمعیتی معادل ۸۷٬۴۴۶ نفر (۱ ژانویه ۲۰۱۵).
نام این شهر برگرفته از نام کریستیان چهارم است
مرزهای کریستیان ساند از سمت غرب به سوگنه و سوگنه دالن، از سمت شمال به ونّسلا و آوست آگدر، و از سمت جنوب به لی لّه ساند / آوست آگدر ختم می‌شود